# Romijn Conen
Romijn Conen (Broekhuizen, 1 maart 1967) is een Nederlands acteur.
Conen studeerde in 1991 af aan de Theaterschool Eindhoven. Hij brak voor het grote publiek in Nederland door als een van drie mannen die gedurende een serie reclamefilmpjes voor Amstel telkens samen terugkwamen (de andere twee waren Bart Oomen en Edward Stelder). Hij speelt in theater, televisieseries en films.
Romijn is de broer van filmregisseur Boris Paval Conen. In 2015 moest hij noodgedwongen stoppen met acteren, omdat hij werd getroffen door een herseninfarct. In 2022 keerde hij terug op tv in de serie Modern Love Amsterdam.

## Film
- Zusje (1995) - Martijn
- De zeemeerman (1996) - Wim Evers
- Temmink: The Ultimate Fight (1998) - Richard Parel
- Liever verliefd (2003) - Sander
- De Griezelbus (2005) - Meester de Vriend
- Hoe overleef ik...? (2008) - De vader van Rosa

## Televisie
- Baantjer (seizoen 1, aflevering 9, De Cock en de moord in Het Kremlin)
- Lieve Lust (2005) - Martijn
- Van Speijk (2007) - Boze Buurtbewoner
- Flikken Maastricht (2007-2009) - Frank de Ponti
- De geheimen van Barslet (2012) - Pascal Haberkorn
- Moordvrouw (2013)
- Dokter Tinus (2014) - Gerard Lips
- Sinterklaasjournaal (2014) - Dokterpiet
- Caps Club (2016) - Brian Zumpolle
- Modern Love Amsterdam (2022)
- Oogappels (2024) - Therapeut
- Elixer (2025) - Pastor